# Asahi Linux
Asahi Linux — проект, целью которого является портирование Linux на компьютеры Mac с процессором Apple, что позволит им работать с другой операционной системой, отличной от macOS. Проект был начат и возглавляется Гектором Мартином. Работа началась в начале 2021 года, через несколько месяцев после того, как Apple официально объявила о переходе на Apple Silicon, а первоначальный альфа-релиз последовал в 2022 году. Проект осложняется отсутствием документации на проприетарную прошивку Apple.

## История
Интерес к запуску Linux на процессоре Apple проявлялся с тех пор, как Apple объявила о переходе на собственную линейку процессоров в конце 2020 года. Вскоре после этого создатель Linux Линус Торвальдс выразил заинтересованность в Mac с Apple M1 на борту, если он сможет работать под Linux, но отметил, что работа по реализации такого плана требует слишком много усилий.
Мартин объявил о проекте в декабре 2020 года и официально начал его через месяц после подтверждения, что он будет гарантированно получать финансирование в размере около 4000 долларов в месяц на проект. Алисса Розенцвейг, разработавшая стек графических драйверов с открытым исходным кодом Panfrost, присоединилась к проекту, чтобы помочь поддерживать графический процессор (GPU) Apple.
Разработчики быстро поняли, что простая попытка загрузки ядра Linux, скомпилированного для процессорной архитектуры Apple Silicon (AArch64), будет сложной, поскольку она требует отработки проприетарного кода Apple, используемого в процессе загрузки, который не был задокументирован Apple. Работа отнимала много времени и занимала большую часть года, включая отправку изменений основным разработчикам ядра Linux, чтобы обеспечить синхронизацию разработки и избежать регрессий. Однако впоследствии это привело к тщательному и всестороннему объяснению процесса загрузки, которое Мартин и другие разработчики Asahi опубликовали на GitHub.
Проект выпустил альфа-версию установщика Asahi Linux 18 марта 2022 года. Установщик предлагает на выбор операционную систему на базе Arch Linux ARM или базовую среду UEFI для установки OpenBSD и альтернативных дистрибутивов Linux, имеющих поддержку процессора от Apple, через загрузочный USB-накопитель. Несмотря на возможность запуска оболочки UEFI, загрузка Microsoft Windows не поддерживается и, вероятно, не планируется, поскольку это потребует модификации проприетарного ядра Windows, а Microsoft сами собрать версию под M1 не могут из-за соглашения с Qualcomm, запрещающего это делать.
С августа 2023 года основным дистрибутивом стал Fedora Asahi Remix. Основной целью создатели указали «отполированный» опыт использования Linux на устройствах Apple Silicon. Также доступны неофициальные релизы на основе других дистрибутивов, ответственность за которые команда проекта не несет.
На данный момент поддерживаются все существующие компьютеры на процессорах Apple M1 и Apple M2.

## Поддержка
Asahi Linux поддерживает графическое ускорение на уровне OpenGL 4.6 и OpenGL ES 3.2, Wi-Fi, Bluetooth, встроенные динамики (на устройствах MacBook), Touch Bar (на некоторых моделях MacBook Pro), вывод через порт HDMI на всех моделях с этим разъемом, встроенные веб-камеры. Все еще в разработке находится поддержка Thunderbolt / USB4, возможность подключения дисплеев через разъем USB-C, работа встроенного микрофона, датчика Touch ID.
Ядро Asahi Linux было скомпилировано с поддержкой 16 килобайтных страниц оперативной памяти, из-за ограничений драйвера IOMMU. Это означает, что некоторые существующие версии популярного программного обеспечения не работают. Однако пользователи сами могут скомпилировать ядро с нужным размером страниц оперативной памяти.

## Отзывы критиков
Проект был тепло принят критиками и сообществом. В обзоре The Register говорится, что программа работала на удивление хорошо для системы, все ещё находящейся в стадии альфа-тестирования. Также в Ars Technica были впечатлены количеством оборудования, которое уже поддерживается .